# ای‌او ذات‌الکرسی
ای‌او ذات‌الکرسی یک ستاره است که در صورت فلکی ذات‌الکرسی قرار دارد.